# Vue de village
Vue de village ou La vue du village est une peinture à l'huile réalisée en 1868 par le peintre impressionniste Frédéric Bazille, aujourd'hui conservée au musée Fabre de Montpellier.